# Kfar Kama
Kfar Kama(în limba adîghe :Кфар Камa, în ebraică: כפר קמה sau כְּפַר כַּמָא Kfar Kama, în arabă: كفر كما) 
este o comună cerkeză din Galileea Inferioară în Districtul de Nord al Israelului.
este așezat de-a lungul șoselei 767 care leagă Kfar Tavor de Marea Galileei (Lacul Kineret sau Tiberiada), la 9 km sud-vest de orașul Tiberias (Tverya). Kfar Kama este unul din cele două comune cerkeze din Israel, celălalt fiind Rehaniya.  El a primit în anul 1950 statutul de consiliu local. Locuitorii săi sunt cerkezi , musulmani suniți și descind din tribul Șapsâgilor, exilat din Caucaz. În 2021 localitatea număra 3,749 locuitori. Aria ei este de 8,8 kmp.

## Numele
Numele localității are o origine incertă. Kfar în ebraică înseamna sat. „Kama” ar putea însemna o „grămadă de grâu” și ar deriva de la cuvântul qama , care înseamnă recoltă. sau ar avea origine arabă , cuvântul arab kama însemnând „cupolă”, „vârf de deal” sau „sat aflat pe deal” sau „pășune pentru oi și vite” .

## Geografie

### Poziția geografică
Kfar Kama se află in estul Galileei inferioare, în Districtul de nord, în subdistrictul Kineret. El este așezat la 3 km nord-est de Kfar Tavor, 1 km  nord de Shadmot Dvora, și 1 km vest de Sharona. .
Kfar Kama se află la 95 km nord-est depărtare de Tel Aviv și la 43 km est depărtare de Haifa.

### Relieful
Localitatea se află la o altitudine de 228 metri într-o zonă de șes din Galileea inferioară. La est de comună se ridică un platou cu vârful Har Adami care este străpuns de Valea Yavneel creată de râul Nahal Yavneel

### Hidrografie
În râul Nahal Yavneel aflat la est se varsă pârâul Nahal Sharona. În sudul localității trece pârâul Nahal Kama.

## Istoria

### Antichitate
Aria localității a fost locuită în antichitate așa cum dovedesc niște ruine și cinci coloane de calcar, precum și un teasc din bazalt pentru ulei de măsline și o cisternă antică. În 2020 o echipă de arheologi  condusă de Nurit Feig, din partea Oficiului de Antichități al Israelului a descoperit vestigiile unei biserici din secolul al VI-lea. În incinta bisericii s-a găsit un paviment cu mozaic pictat cu forme geometrice cu motive florale colorate în albastru, negru și roșu. Dimensiunile părții centrale a bisericii sunt 12/36 metri. Au fost excavate și alte încăperi în apropierea bisericii. Încăperi suplimentare au fost descoperite cu ajutorul radarului.
Unii arheologi au emis ipoteza ca pe locul actualului Kfar Kama s-a aflat localitatea Helenoupolis întemeiată de împăratul roman Constantin cel Mare în cinstea mamei sale, Elena.  Săpăturile arheologice din 1961 și 1962 au descoperit morminte din secolul al IV-lea. Au fost dezvelite și un baptisteriu și o capelă de rugăciune aparținând unor biserici sau mănăstiri de la începutul secolului al VI-lea, una din ele dedicată Sfintei Thecla și având mozaicuri multicolore cu motive florale, animale si geometrice. Vestigiile au fost gasite în curtea familiei Harun

### Evul Mediu
În timpul regatelor cruciate în Palestina localitatea purta deja numele actual, în versiunea vremii - Kapharchemme sau Capharkeme  În acea vreme erau în zona forturi ale Cavalerilor Ospitalieri. Apoi aria s-a depopulat.

### Dominația otomană
În 1596 Kfar Kama apare înscris în registrele de taxe (defter) ale Imperiului Otoman ca un sat din plasa (Nahiya) Tiberiada (Tubariya) în districtul  (Liwa)  Safad. El era locuit de 34 gospodării familiale musulmane și plătea un impozit de 25% pe produsele agricole, care includeau grâu, orz, legume, bumbac , de asemenea, caprine  și stupuri de albine, în total 5450 akçe. 
Harta lui Pierre Jacotin din vremea expediției lui Napoleon în Egipt și Siria în 1799 menționează un loc numit El Hadaci  . În 1838 este menționat ca sat în districtul Tiberias.
În anii 1870  satul este descris ca posedând case de piatră de bazalt și acoperișuri cu țigle  și o populație de 200 musulmani, locuind într-un șes cu pământ arabil. 
În 1876 în ultimii ani ai Războiului ruso-cerkez, Rusia a izgonit din Munții Caucaz o parte din populatia cerkeză spre Imperiul Otoman. Atunci un grup de 1.150 cerkezi  - majoritatea din tribul adâghei al Shapsugilor, la care s-au alăturat unii din triburile Avzah, Hatuki, Kabordai și Bazaduh, au fost aduși în Palestina otomană și s-au stabilit la Kfar Kama. Satul cerkez a făcut parte din colonizarea cerkeză în Palestina și zonele limitrofe: în zona Înălțimilor Golan, cu centrul la Al Kuneitra, în Transiordania, între altele la Amman, în zona actualului oraș Hadera, de asemenea la Reihania. Kfar Kama a luat ființă în zona Muntelui Tabor în aria ce aparținea tribului beduin arab Arab as-Subeih. 
La început cerkezii din Kfar Kama s-au întreținut din creșterea oilor, dar au încetat această ocupație din cauza concurenței cu beduinii Arab as-Subeih și Arab Bani Sahar care își aduceau și ei oile pe aceleași pășuni, venind de dincolo de Iordan,. Mai târziu ei au devenit agricultori și paznici înarmați. Recrutarea bărbaților lor în armata otomană a ralentat dezvoltarea satului. Prin anul 1880 și-au înființat prima școală.
Un recensământ din 1887 a numărat 1150 locuitori, cu toții cerkezi musulmani.

### Regimul mandatului britanic în Palestina
La recensământul din 1922 efectuat de autoritățile mandatare britanice Kfar Kama avea o populație de 670 musulmani si 7 creștini. . Ea scăzut puțin în 1931 la 644, dintre care 643 musulmani și un creștin, într-un total de 160 case.
În perioada mandatului britanic mulți dintre cerkezii din Kfar Kama  au slujit ca militari în forța de grăniceri de pe lângă Legiunea Arabă. O parte s-au stabilit în Emiratul Transiordaniei iar alții au lucrat ca paznici înarmați în Palestina însăși Cu timpul s-au concentrat asupra muncii agricole intensive si s-au integrat în viața satelor arabe din jur, adoptând araba ca limba vorbită și de predare în școli.
În recensământul din 1945 populația localității era de 660 musulmani.
Suprafața satului era de 881,9 hectare. Din aceasta 829,3 hectare erau alocate cultivării cerealelor, iar 188 era suprafața utilizată ca teren urban.

### În Statul Israel

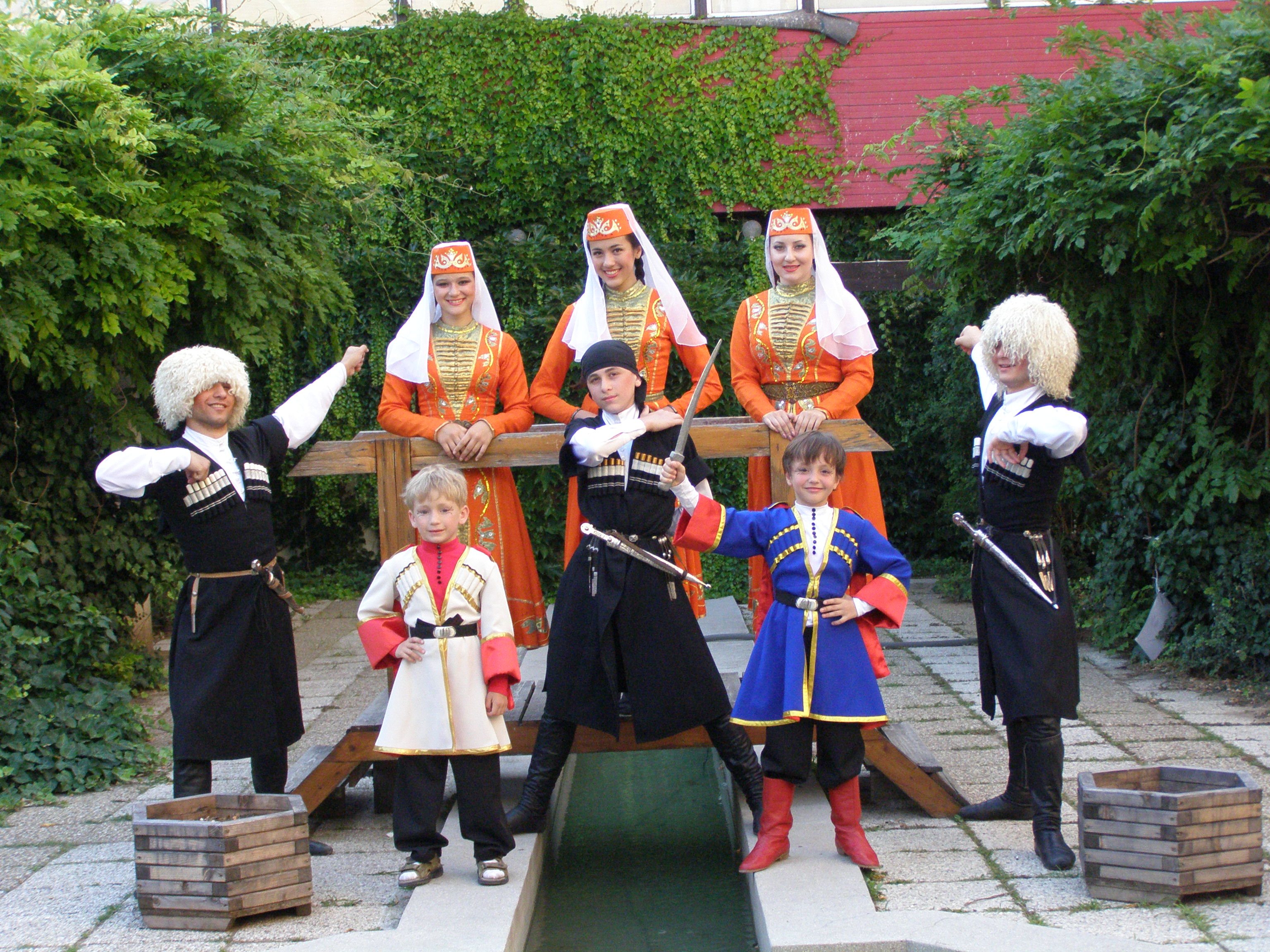
Cerkezi din Israel în costume tradiționale

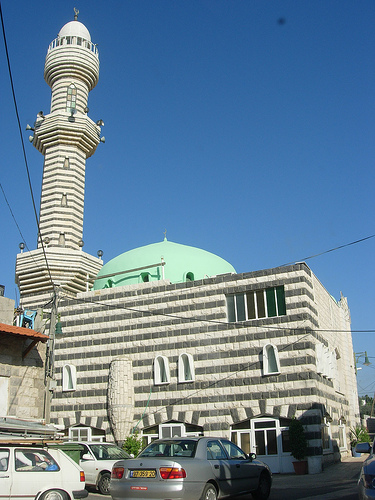
Moscheea din Kfar Kama

În timpul Războiul de Independență al Israelului cerkezii din Kfar Kama au păstrat neutralitatea față de taberele combatante.
Ei au respins cererea vecinilor arabi din satul Lubiya de a se alătura atacurilor arabe contra căilor de transport ale evreilor în zona joncțiunii Golani de astăzi. După ce în cadrul „Operațiunii Dekel”  („Palmier”) Galileea inferioară a fost cucerită în iulie 1948 de către armata israeliană, locuitorii satului au cooperat cu ea, în cadrul unei unități speciale de voluntari, în brigada israeliană Golani care acționa in regiune, de asemenea în brigada blindată a 7-a sub comanda colonelului Beni Dunkelman.
Kfar Kama a devenit unul din cele două sate cerkeze din Statul Israel care a luat ființă în 1948. Cerkezii participă activ la viața statului, și fac parte din acea minoritate de musulmani care au acceptat să efectueze serviciul militar în armata și poliția israeliană  Fetele lor se înrolează în serviciul național civil.În 1950 Kfar Kama a obtinut statutul de consiliu local, ceea ce echivalează cu acela de comună mare sau orășel.
În 1960 localitatea a fost conectată la rețeaua  de electricitate a Israelului.  
Școala din Kfar Kama este multilinguă, din anul 1982 lecțiile fiind predate în ebraică ,Se predau în plus și limbile adîgheie, arabă și engleză .
În decembrie 2022 Kfar Kama a fost inclus pe lista satelor turistice recomandate de Organizația Mondială de Turism.
Localitatea se distinge prin curățenie și un șomaj redus 

## Demografie
După datele Oficiului Central de Statistică al Israelului în decembrie 2013 populația comunei era de 3117 locuitori. 
Populația a crescut într-un ritm anual de 0.6%. In decembrie 2012 localitatea era notată cu nota 4 din 10 din punct de vedere al nivelului social-economic. În 2020 ea s-a îmbunătațit și a ajuns la 6 din 10.În anul școlar 2011-2012 procentul elevilor de clasa a XII-a având dreptul la diplomă de bacalaureat era de 59%. În 2011 salariul mediu lunar al locuitorilor era de 6673 shekeli (față de media pe țară de 7964 shekeli). Majoritatea femeilor erau ocupate în câmpul muncii în afara comunei. Locuitorii se căsătoresc de obicei numai cu membri ai propriei comunități a cerkezilor. Fetele se marită, de obicei, la vârsta de 18 ani și familiile au un număr mediu de doi copii.
| Anul                 | 1922 | 1931 | 1945 | 1948 | 1949 | 1961  | 1972  | 1983  | 1995  |
| -------------------- | ---- | ---- | ---- | ---- | ---- | ----- | ----- | ----- | ----- |
| Numărul locuitorilor | 677  | 644  | 660  | 659  | 632  | 1 202 | 1 383 | 1 725 | 2 335 |

| Anul | 2001  | 2002  | 2003  | 2004  | 2005  | 2006  | 2007  | 2008  | 2009  | 2010  | 2011  | 2012  | 2013  | 2014  |
| ---- | ----- | ----- | ----- | ----- | ----- | ----- | ----- | ----- | ----- | ----- | ----- | ----- | ----- | ----- |
|      | 2 650 | 2 710 | 2 777 | 2 826 | 2 862 | 2 885 | 2 929 | 2 983 | 2 916 | 2 943 | 3 005 | 3 099 | 3 117 | 3 142 |

### Familiile șapsuge
- Abrag (Абрэгь)
- Ashmuz/Achmuzh (Ацумыжъ)
- Bghana (Бгъанэ)
- Bat (Бат)
- Blanghaps (Блэнгъэпс)
- Batwash (БэтIыуашъ)
- Jandar (Джэндар)
- Gorkozh (ГъоркIожъ)
- Zazi (Зази)
- Kobla (Коблэ)
- Qal (Къал)
- Qatizh (Къэтӏыжъ)
- Lauz (ЛъыIужъ)
- Libai/Labai (ЛIыпый)
- Nago (Наго)
- Natkho (Натхъо}})
- Nash (Наш)
- Napso (Нэпсэу)
- Thawcho (Тхьэухъо)
- Hazal (Хъэзэл)
- Hutazh (Хъутӏэжъ)
- Hadish (Хьэдищ)
- Hako/Hakho (Хьэхъу )
- Shamsi (Чэмшъо)
- Choshha/Shoshha (Цушъхьэ)
- Shogan ({Шэугьэн}})
- Shaga (Шъуагьэ)
- Sagas/Shagash (Шъэгьашъ)
- Shhalakhwa (Шхьэлахъуэ).

### Alte familii
- Abzeh (Абзах)
- Bușnaq (Бущнакъ)
- Bjeduğ (Бжъэдыгъу)
- Hatıquay (Xьэтыкъуай)
- Tsey (Цэй)
- Șapsığ (Шапсыгъ).

## Orașe înfrățite
- Enem, Adîgheia(din 2010)'

## Economie
În sat sunt 90 de afaceri particulare - magazine, ateliere etc. Satul slujește ca centru comercial zonal

## Obiective turistice și însemnate
- Moscheea cea mare, singura din localitate, se distinge printr-un minaret cu contur octogonal, și pietrele de bazalt integrate in zidul exterior, în stilul ablak

Clădirea seamănă cu moscheea cerkeză Abu Darwish din Amman. A fost construită în locul unei moschei anterioare cu minaret cu contur pătrat
- Satul cel vechi - cu ulițe strâmte,  zidit în jurul moscheei, în stilul cerkez tradițional, cu curți alipite una lângă alta, perete comun, si o ușă interioară care permite comunicarea dintre curți. Stilul acesta de construcție este destinat apărării în caz de atac din exterior.
- Centrul Patrimoniului Cerkez, muzeu creat în 2007, din inițiativa lui Zuheir Tkhaokho , găzduiește anual Festivalul „Kfar bikartem?” (în ebraică: „Ați vizitat un sat?”) destinat vizitelor de turiști in satele cerkeze și druze.

## Învățământ și cultură
În comună există mai multe cămine de copii, grădinițe, o școală elementară „Tinal” și un gimnaziu preliceeal „Adighe”  cu limba de predare ebraică, unde se predau și limba și cultura adîghee, araba și religia islamică. O parte din copiii din comună fac studiile liceale la Liceul agricol Kaduri aflat în apropiere, alții la Liceul profesional ORT din orașul Afula. Sub 5% din elevi învață în școli cu limba de predare arabă.
Funcționează și un club de tineret și unul de bătrâni.
Comuna se mândrește și cu  Ansambul „Tifsa” de dansuri cerkeze. Muzeul patrimoniului cultural cerkez s-a inaugurat în anul 2007

## Sănătate
În sat funcționează o policlinică comunitară a Cassei de sănătate Kupat Holim Klalit, precum și o stație de sănătatea familiei.

## Sport
La Kfar Kama sunt două echipe sportive: echipa de fotbal a clubului de sport Kfar Kama si o echipă de baschet.
Comuna are un stadion de fotbal cu 600 locuri. De asemenea, o sală de baschet care este folosita si de elevi din scoala elementara, un camin cultural care poseda un teren de tenis si unul de futsal, de asemenea localitatea are o piscină publică.

## Politică
În fruntea comunei stă un consiliu local de 9 membri.

### Primarii localității
| - Muhammad Shubash (1950–1952) - Hairaddin Tkhaokho (1952–1956) - Abd al-Aziz Shugan (1956–1969) - Idris Musa (1969) - Abd al Hamid Shapso (1970–1972) - Hamad Hassan Soskha (1972–1974) - Fuad Soskha (1974–1976) |  | - Abd ar-Rahman Agod (1976–1978) - Yehia Nafso (1978–1989) - Yehia Tkhaokho (1989–1993) - Nalchik Ashmuz (1993–1998) - Fashmakh Shugan (1998–2003) - Jalal Napso (2003–2008) - Nessim Labai (2008–2013) - Zakariya Napso (2013–הווה) |

## Personalități
- Izhak Nash (n.1989) fotbalist israelian de origine cerkeză, joacă la Hapoel Ironi Baqa al-Gharbiye
- Bibras Natkho (n.1988) Fotbalist israelian de origine cerkeză, a jucat la ȚSKA Moscova și a fost căpitan al selecționatei naționale de fotbal a Israelului
- Nili Natkho  (1982-2004) baschetbalistă israeliană de origine cerkeză, care a jucat în echipele Maccabi Raanana și Elitzur Ramla

## Galerie

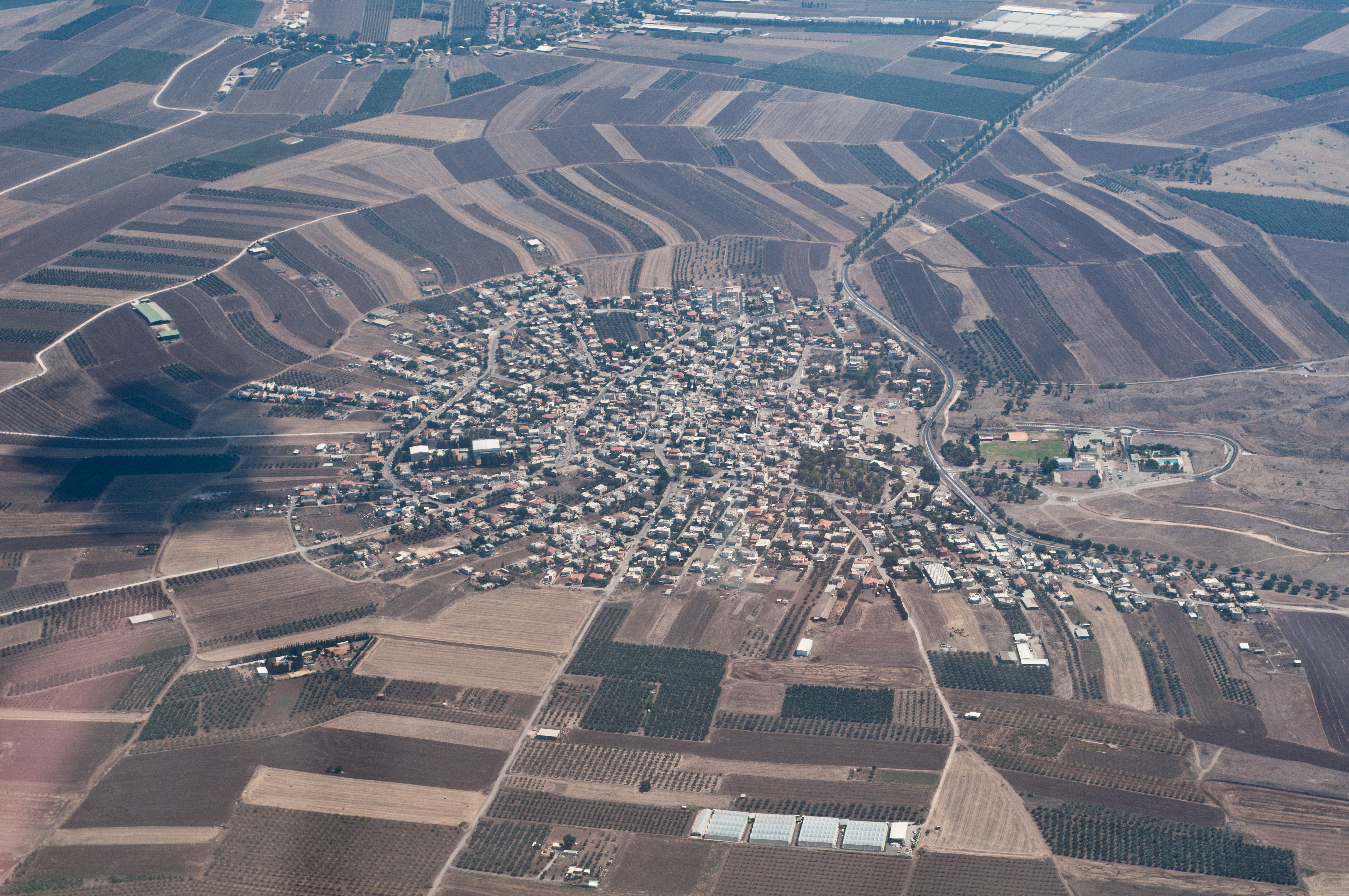
Vedere aeriană a localității
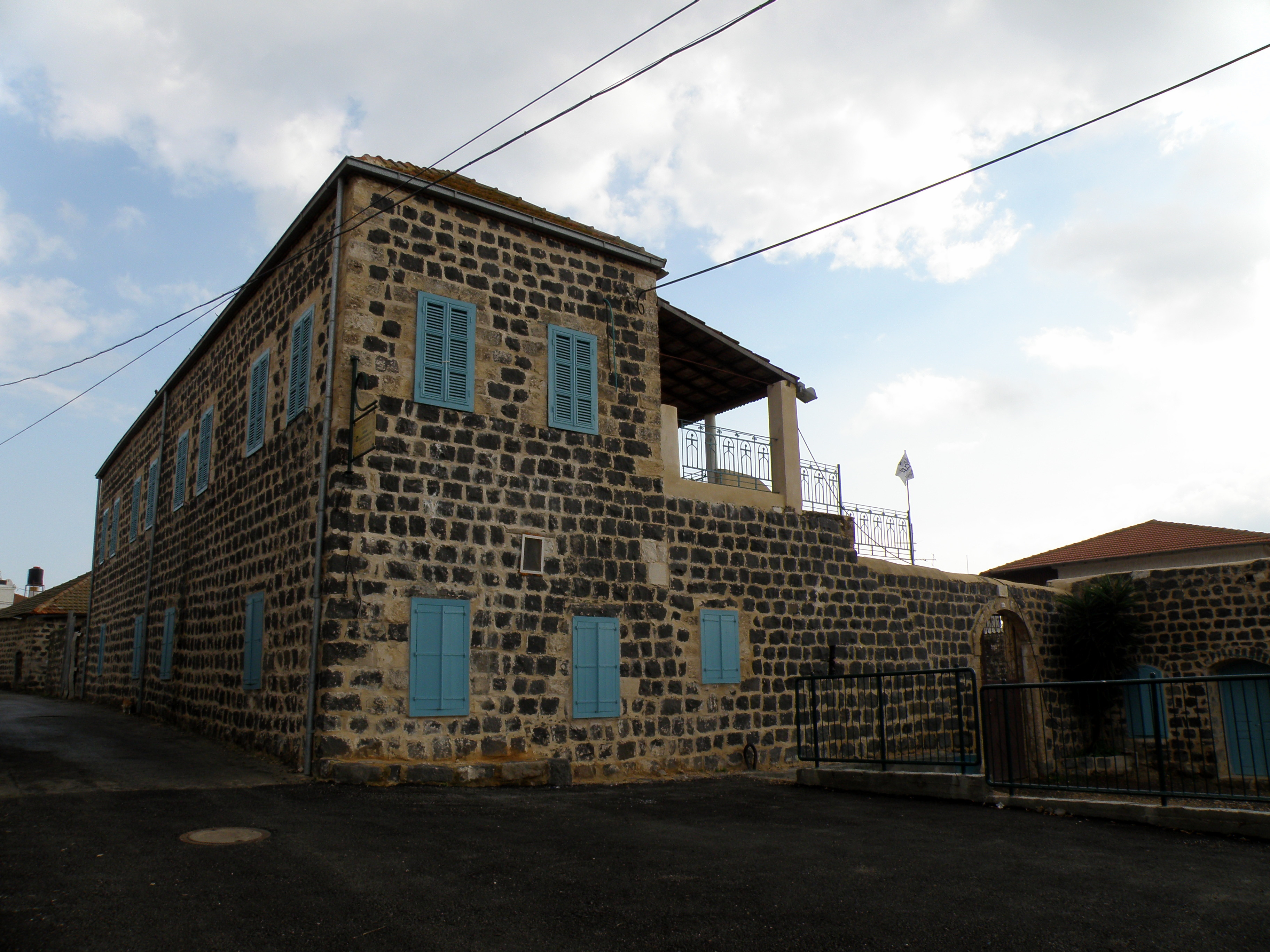
Centrul Patrimoniului cerkez. Muzeul Kfar Kama într-o casă cerkeză tipică
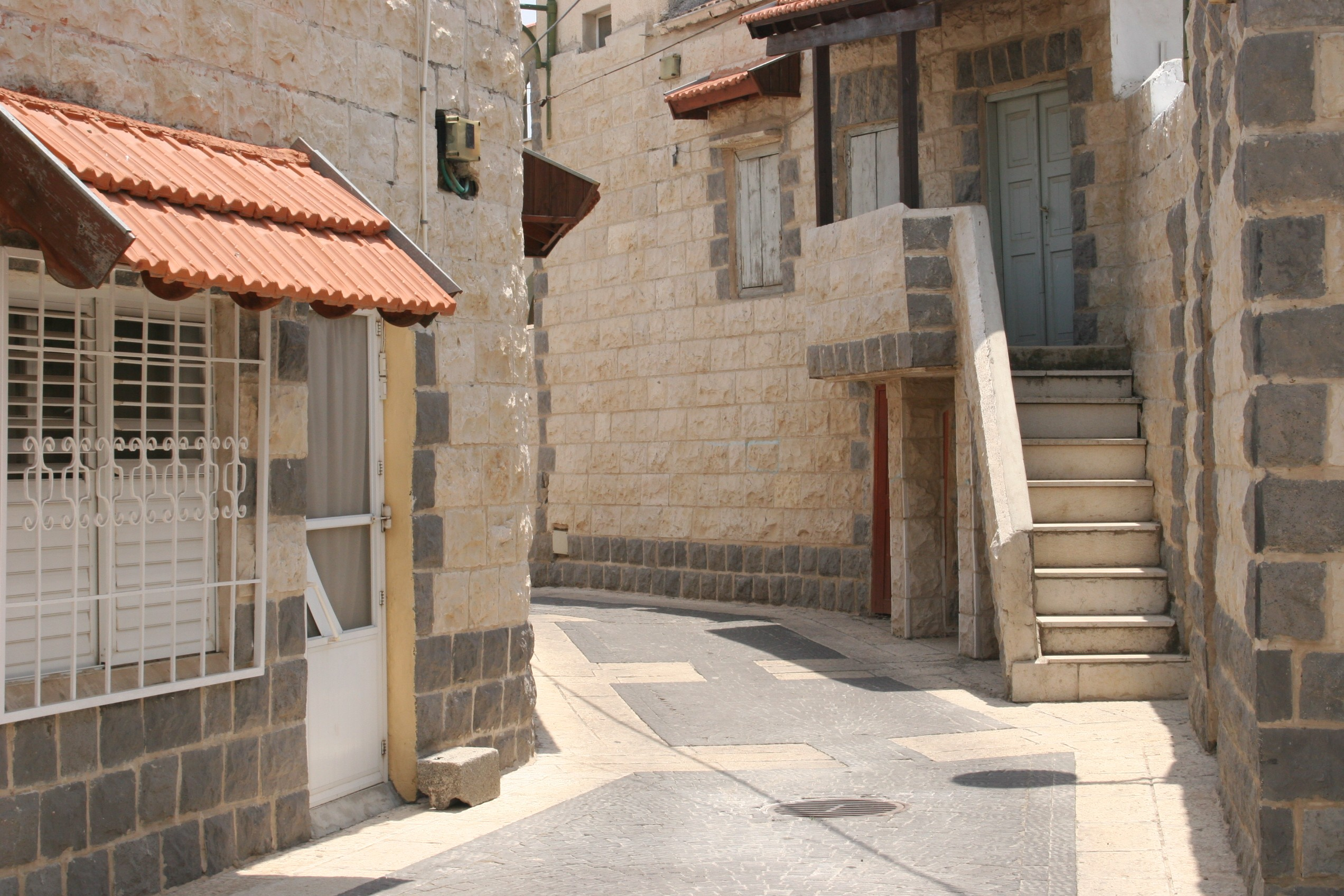
Partea veche a comunei
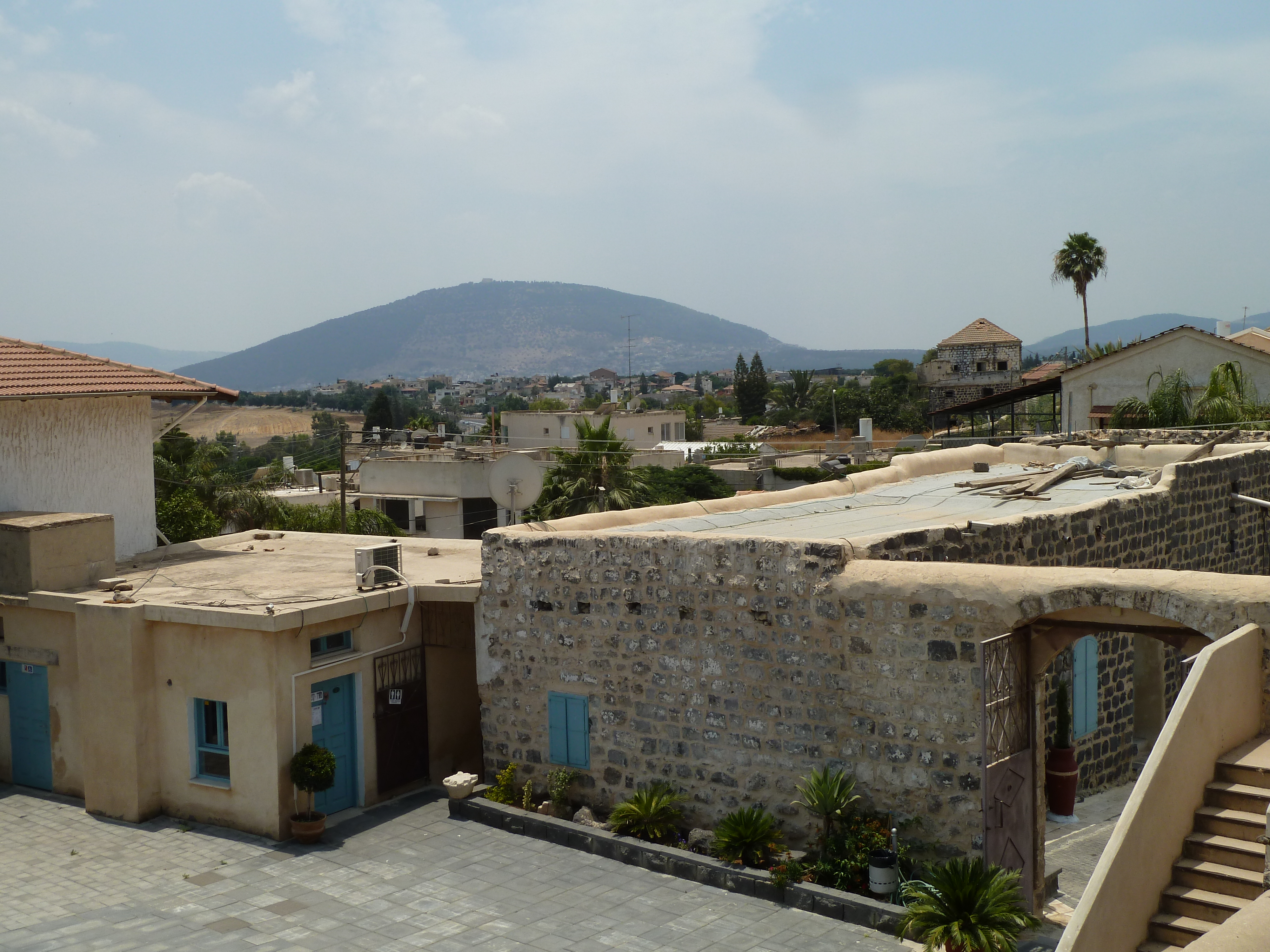